# 1 de Setembro
1 de Setembro ist eine Aldeia in der osttimoresischen Landeshauptstadt Dili. Die Aldeia liegt im Nordosten des Sucos Vila Verde (Verwaltungsamt Vera Cruz). In 1 de Setembro leben 2463 Menschen (2015).

## Lage

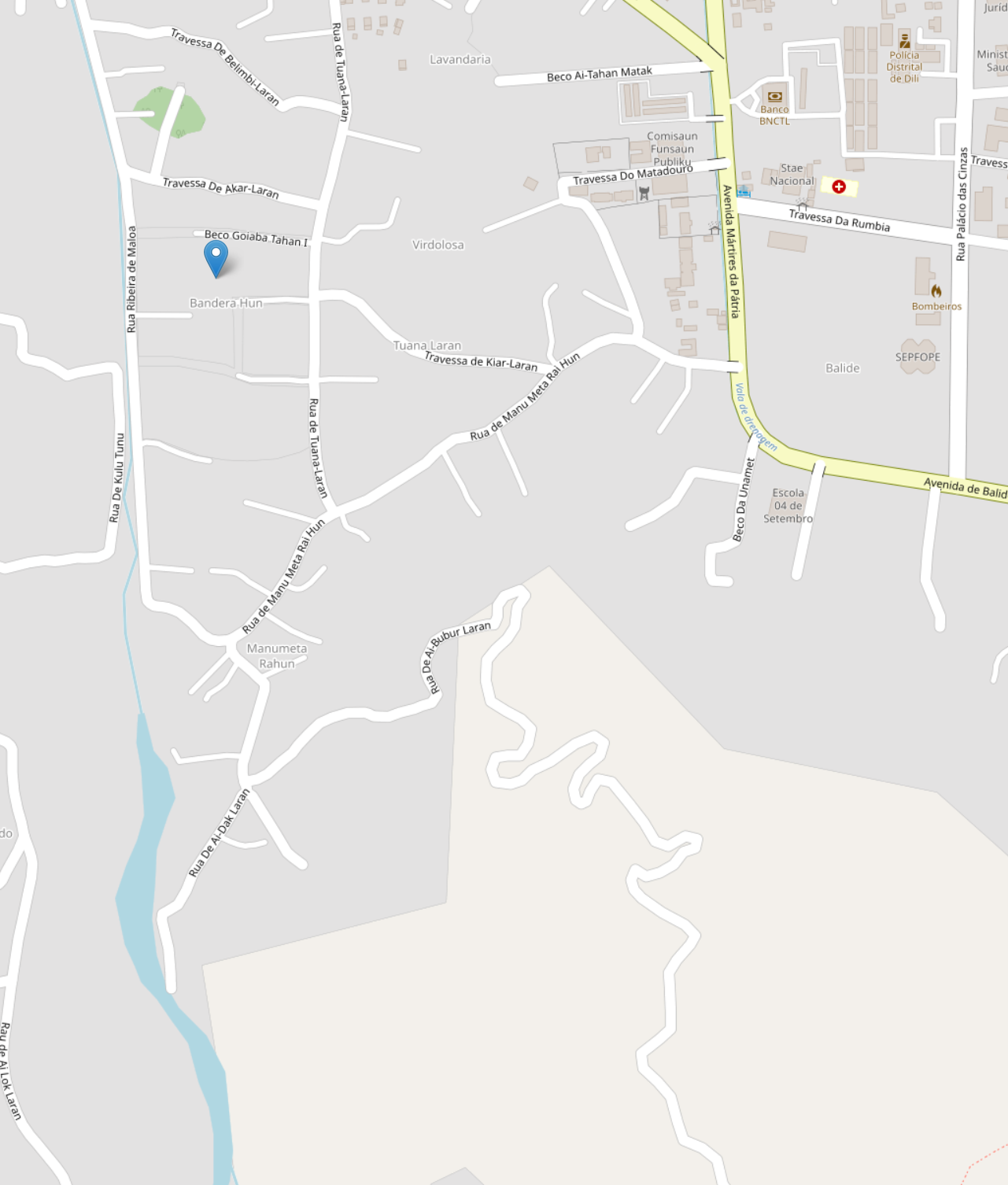
Straßenkarte vom Zentrum Vila Verdes

Südlich der Aldeia 1 de Setembro liegt die Aldeia Mate Moris, westlich die Aldeia Mate Restu und jenseits der Rua de Tuana-Laran die Aldeia Matua und nördlich die Aldeias Nopen und Virgolosa. Östlich der Avenida Mártires da Pátria befindet sich der Suco Caicoli und weiter südlich, nach der Avenida de Balide, der Suco Mascarenhas.
In der Aldeia bildet der Hügel Foho Manometa (8° 34′ S, 125° 34′ O, 56 m) eine auffällige Erhöhung, als Endpunkt der von Süden kommenden Hügelkette, die zum Foho Lebometa weiterführt.

## Einrichtungen
In der Aldeia befinden sich der Sitz der Gemeinde Dili, des Sucos Vila Verde und der Comissão da Função Pública (CFP) sowie die Grundschule Tuanalaran.